# Saint-Germain-le-Vasson
Saint-Germain-le-Vasson – miejscowość i gmina we Francji, w regionie Normandia, w departamencie Calvados.
Według danych na rok 1990 gminę zamieszkiwało 880 osób, a gęstość zaludnienia wynosiła 94 osoby/km² (wśród 1815 gmin Dolnej Normandii Saint-Germain-le-Vasson plasuje się na 256. miejscu pod względem liczby ludności, natomiast pod względem powierzchni na miejscu 552.).